# Галацій-Бістріцей
Галацій-Бістріцей (рум. Galații Bistriței) — село у повіті Бистриця-Несеуд в Румунії. Адміністративний центр комуни Галацій-Бістріцей.
Село розташоване на відстані 312 км на північний захід від Бухареста, 16 км на південь від Бистриці, 66 км на схід від Клуж-Напоки.

## Населення
За даними перепису населення 2002 року у селі проживали 660 осіб.
Національний склад населення села:
| Національність | Кількість осіб | Відсоток |
| -------------- | -------------- | -------- |
| румуни         | 650            | 98,5%    |
| угорці         | 5              | 0,8%     |
| цигани         | 5              | 0,8%     |

Рідною мовою назвали:
| Мова      | Кількість осіб | Відсоток |
| --------- | -------------- | -------- |
| румунська | 650            | 98,5%    |
| угорська  | 5              | 0,8%     |
| циганська | 5              | 0,8%     |